# Kilián család

## A Kilián név és a család eredete
A Kilián név és család eredetéhez több, csak homályosan bizonyítható nyom vezet.
Sántha Attila székely történész tanulmányában a Csaba hun királyfi vitézeiből eredeztethető székelység származási helyét, Csiglemezőt keresve, az Al-Duna helyszíneit veszi sorra. A legvalószínűbbnek korabeli írásos források alapján Chilia városát ítéli, ami ma ukrán–román határváros, amit a Duna kettéválaszt, és amit szlávosan Kilija néven írnak. Ha ehhez az indoeurópai ’-án’ származásképzőt (locativus) hozzáragasztjuk, akkor a Kilián név értelmezése kézenfekvő: Csaba vitézeivel Csiglemezőre visszavonuló ős székely.
Élt a VII. században bajor földön, Würzburgban egy ír származású vértanú püspök, Szent Kilián. Würzburgban ma is sok minden Szent Kiliánról van elnevezve: a templom, a sugárút, a villamos, a patika. Német földön a Kilián név – legalábbis ebben a formájában – sokkal gyakoribb, mint nálunk. A hazánkban Kilián vezetéknevű személyek nem mindegyike a trencséni család leszármazottja. Sokan származhatnak a Mária Terézia-féle vagy későbbi sváb betelepítésből is.
Szent Kilián kultusza azonban nem csak német földön szokásos. Baranya megyében pl. Mecseknádasd sváb faluban a temetőkápolna korábban, vagy Tiszaeszláron a falu temploma mindmáig Szent Kilián tiszteletére van felszentelve. A német vidéken használt Kilián vezetéknév a vértanú püspöktől is eredeztethető: tudjuk, hogy akkoriban ez még sokkal inkább világi méltóság volt, mint mostanában, és nem volt ritka, hogy egy püspöknek ismert leszármazottai is legyenek.
Érdekes módon találkozik a sváb irány a székely származással Székelyföldön. A Kilián név magyaros leírási módja ugyanis Kilény, Kilyén, ill. Gellén. Efféle településből pedig kettő is létezik arrafelé. Kilyén helységnév ma Sepsiszentgyörgyhöz csatolt egyik városrész – korábban önálló település. Kilyénfalva pedig ma Gyergyóalfaluhoz tartozó település a Gyergyói-medencében, ahol a templom ma is Szent Kilián bajor püspök tiszteletére van felszentelve, és így a búcsú napja is július 8., Szent Kilián napja.

## Biccse és Hricsó
A család mindmáig tisztán visszavezethető ősapja Kilián János olasz építőmester volt, aki a felvidéki (trencséni) Biccse (szlovákul Bytca) várát építette 1571–74 között a Thurzó történelmi család számára, és ezért 1575-ben Thurzó György feleségétől, Zrínyi Katalintól a közelben, Hricsón (Hricov) egy kúria jellegű birtokot kapott, mert a férj a bicsei várat csak 1585-ben veszi át. Itt jegyezzük meg, hogy a család alpesi származása sem kizárt. Kilián Jánosra ugyanis felvidéki források a „Syroth” melléknévvel is hivatkoznak, és a Syroth családnévként Bajorországban ismert. Sziróti Kilián János keze munkáját pedig még további felvidéki épületek is dicsérik, többek között a biccsei mintájára épített vágsellyei (Sala) kastély, vagy a Frivaldszky család számára Frivald településen épített kúria (ma: Frivaldnádas, Rajec városhoz tartozik, szlovákul Rajecká Lesná), és mások.
Egyes források Kilián Jánost nem „olasz”, hanem „milánói” jelzővel illetik. Ezek nem biztos, hogy származást jeleznek, tehát nem zárnak ki sem magyar, sem alpesi származást. Akkoriban Európában a padovai egyetem volt a nagyon kevés, építésztudományt is oktató intézmény egyike. Nem kizárható, hogy Kilián János építőmester az ifjúkori életéből jópár évet olasz földön tölthetett, amit a hazatérte után a környezete esetleg az „olasz” jelzővel jutalmazhatott.
A család XVI–XVII. századi történetének érdekes adaléka a Frivaldszky család emlékei között maradt fenn. Eszerint Kilián Syrothnak nevezték a számukra kúriát építő mestert, aki nagyjából ugyanakkor, ugyanazokat cselekedte, mint a János néven ismert építőmester, így okkal feltételezhető, hogy a két személy ugyanaz. Ugyanakkor az egri Kilián család emlékezetében a „hricsói” nemesi előnév mellett a „sziróti” előnév is használatos volt. Lehetséges, hogy a Frivaldszky család megnevezésében Syroth a vezetéknév inkább, és az egészet „Sziróti Kilián”-nak kell értenünk? Persze az is lehetséges, hogy a keresztnévből lett később vezetéknév, majd esetleg még később nemesi előnév… Másrészt sziróti Kilián János a Frivaldszky családdal sógorságba is keveredett, a család ősapja, Frivaldszky János (1545–1606) ugyanis feleségül vette Kilián Rozinát, aki legvalószínűbben Kilián János édes leánya lehetett.
A Kilián család végül 1-2 emberöltővel később, 1647-ben kapott Trencsén megyében nemességet, szintén a Thurzó család erőteljes közbenjárására.
A Kilián család őstörténetével kapcsolatos adatokat tehát leginkább Bicsén, Hricsón, netán a közelben levő Zsolnán kell keresnünk, mint ahogy leszármazottaik nagy része ma is ott él (bár kétséges, hogy hányan beszélnek még közülük magyarul).

## Felvidékről Egerbe
A török megszállás alatt az egri érsekséget Kassára menekítették, és ott működött tovább. Csak a török kiűzése után, 1699-ben foglalta el ismét eredeti székhelyét. A trencséni Kilián család még egyértelműen protestáns hiten volt, az egri ág viszont katolikus hitű, annak ellenére, hogy Egerben is létezett protestáns közösség. Feltételezhető, hogy a világi hatalmasságokkal általában jó viszonyt ápoló polgári család számára valami pozíciót, munkát, vagyont ígérhetett a Kassán székelő érsek, amivel a család egyes tagjait, talán pont Kilián Dánielt Egerbe csábította, a katolikus hitre térés feltételével.
Az Egerbe költöző első családtag Kilián Dániel volt, aki még Trencsénben született. Foglalkozására nézve katolikus pap volt, Egerben már kanonoki rangban szolgált. Itt házat építtetett, amit később az egyháznak adományozott. Hozzá köthető az egri cisztercita templom Szent Alajos-oltára is, ami egy mellékoltár, és többek között a Kilián család címere is látható rajta. Dániel, bár katolikus papként cölibátusban élt, feltételezhetőleg mégis komolyan hozzájárult a család Egerbe településéhez.
Kilián Dániel testvére, András, még Trencsénben született és ott is halt meg. Fiai, János Vencel, Márton és György a rájuk maradt birtokot egy 1756-os birtoklevél szerint egymás között felosztották. János Vencel kántortanító volt Nyitra megyében. György Hricsón maradt, és a birtokot továbbra is igazgatta. Márton pedig katonai pályára tért. Márton fia, az 1733-ban született István volt az, aki 1759-ben, 26 évesen Egerbe költözött, és a Kilián család egri ágának ősapja lehetett, de később a testvérei András, György és János is követhették. Feltételezhető, hogy ebben Dániel nagy-nagybátyja is hathatósan támogathatta Istvánt anyagilag és esetleg a városi tisztség elnyerésében is.
Ezekből az évekből még két családi történet ismert. Kilián István (*1733) Egerben a város „fürmendere” (szószólója) volt, majd később városi adószedő (perceptor) tisztséggel is megbízták. Kilián István a sors szeszélye folytán többször is nősült. Legutoljára bizony már éltesebb korában, amikor egy fiatal hölgyet vett feleségül. A fiatal hölgyet viszont egy vele egykorú egri jogászhallgatótól szerette el. A kikosarazott vőlegény nem hagyta a dolgot annyiban: megtudván a nász elhálásának pontos helyszínét (egy egri szálloda díszszobáját), a szoba alá kereplőkkel, fazekakkal és egyéb zajkeltő alkalmatosságokkal felszerelt csapatot szervezett, akik az említett eszközök kíséretében a „fiatal cica, vén kandúr” akkortájt ismeretes dalocskát próbálták előadni – a lehető leggyengébb és legzavaróbb minőségben, és sok-sok ismétléssel. Kilián István tanácsos a kellemetlen helyzetet kreatívan oldotta meg – az eseményről az egri Népújság egy újabb kori cikkében tudósított is – az éjjeli edény teljes tartalmát a zajkeltéssel „ünneplő” sokaság nyakába zúdította.[forrás?]
Az eseménynek egy másik olvasatáról Nagy Mónika szakdolgozata tudósít.
Eszerint már a nászszertartást megzavarták a hangoskodók, akik kiabáltak, és a kilépő vőlegényt palackokkal dobálták meg. Ez annyira felbosszantotta, hogy fegyverével a tömeg felé, de a levegőbe lőtt. Mivel senkinek semmi baja nem esett, a hangoskodás folytatódott, sőt beígérték azt a következő napokra is. Erre Kilián István két hajdút vett maga mellé, akik a tömegre rontottak. Hatalmas verekedés tört ki, aminek következményeképpen a rendbontók megfutamodtak, a két főkolompost, Abafi Károlyt és Horváth Istvánt, helyi lakosokat elfogták, elítélték, sőt börtönbe is kerültek.
Kilián István tanácsos neve a város emlékezetében máig megmaradt: róla nevezték el a Károlyváros kerület Kilián István utcáját.Dániel (Trencsén–Eger) egri kanonok
András
János Vencel
Márton
István (1733, Trencsén-Eger)
                           + Veres Mária
                           + Topolcsányi Katalin
                           + Haraszthy Terézia
András (1735, Trencsén – 1796) + Kremniczky Terézia
                           Borbála
                           János
                           András
György (1741, Trencsén – 1792) + Szabó Borbála
                           Márta
                           András
János (1744, Trencsén – 1788) + Török Borbála
György

## Az egri Kilián család
Az egri Kilián család emlékezetében élő legrégebbi ős Kilián Bertalan (1822–1889), aki a fenti Kilián István egri városi tanácsos unokája lehetett, és az 1848-as szabadságharcban huszárként szolgált. A vesztes háború után feltehetőleg várhatott, esetleg bujdoshatott is éveket, mire megházasodott. (Tőle származhatnak a mindmáig a család birtokában levő Kossuth-bankók is.) Feleségül vette Parutzai Fóris Máriát, a nagyabonyi jegyző leányát. A jászsági Besenyszögre költöztek, 4 gyerekük született, ott is halt meg.
Bertalan első gyereke, Ilona 1856-ban született, és férjhez ment Bartha István egri kereskedőhöz. Gyerekük, ifj. Bartha István jogot hallgatott, és megyei méltóságokig vitte, árvaszéki elnök volt. Ehhez a háborús időkben bizonyítania kellett a származását, de a családfa felkutatása Endre (*1861) nagybátyja segítségével a személyes érdeklődését is kielégítette. A családra vonatkozó adatok nagyobb része ifj. Bartha István hagyatékából származik.
A második gyerek, István (1857–1890) pap lett, aki rövid élete végén a mátraalji Abasáron szolgált, ott is halt meg. Kilián István pap emlékét a településen ma is őrzik
Bertalan fia Bertalan (1858–1908) Egerben járt iskolába, majd később orvostudományt hallgatott, de nem szerzett diplomát. Feleségül vette Füleky Annát, egy bodrogkeresztúri birtokos leányát, maga a vasútnál vállalt vezető funkciókat – először Szerencsen, majd Kassán. Nyugdíjba vonulása után maga is Bodrogkeresztúrra költözött, ott is halt meg egy vadászbalesetben. Utódai ma is Borsod-Abaúj-Zemplén megyében élnek, de csak leányai születtek, ezért a nevét nem olvashatjuk.
Endre (1861–1914) feleségül vette a jászsági Khindl Teréziát, jegyzői hivatalt vállalt, először Pélyen. Itt az állását politikai okokból elvesztette. Az ok a családi emlékezet szerint az volt, hogy mint egy Kossuth huszár fia, nem volt hajlandó Ferenc József császár arcképét az irodájában kifüggeszteni. Később segédjegyző lett Jászapátiban, majd ismét jegyző lett Jászkíséren. Ő volt az, aki unokaöccsének, ifj. Bartha Istvánnak segédkezet nyújtott a család származásának felderítésében. A feleség családja a Jászságba került német származású polgári család volt, leszármazottaik közül ma is sokan ott élnek, de Terézia testvére, Khindl Barnabás orvos után a vezetéknevüket Barnabásra magyarosították.
Endrének (*1861) négy gyereke született.
István fia (1889–1915) ifjú házasként az I. világháborúban a frontra került, és ott hősi halált halt, pontos nyughelye ismeretlen. Egy eltávozása során megfogant leánya, Kilián Irma, aki emiatt nem ismerhette az édesapját. Felcseperedvén férjhez ment Pap István jogászhoz, és Budapesten lakott. Leszármazottaik közül többen Hollandiába költöztek, sokan ma is ott élhetnek.
Endre (1895–1980) nem szerethetett tanulni, mert az egri vasútnál vállalt munkát még kamaszkorában. Itt egészen altisztségig vitte, de a háború után politikai okokból elvesztette az állását, és mindenféle alkalmi munkákból élt és tartotta el a családját egészen a nyugdíjazásáig.
Dezső fia (1899–1982) kereskedői pályát választott, feleségül vette Zachár Máriát. Eleinte a mátraalji Aldebrőn éltek, majd Budafokra költözött. Leányaik születtek, akik közül egy Svájcba költözött, egy Budapesten maradt.
Bertalan fia (1901–) Mátraballán vállalt jegyzői feladatot. Feleségül vette Zajácz Máriát, leányaik születtek, a leszármazottaik ma is Egerben élnek.
Kilián Bertalan (1822–1889 Besenyszög) +Parutzai Fóris Mária
             Ilona (1856, +Eger) + Bartha István
                           ifj. Bartha István jogász
             István (1857–1890) pap
             Bertalan (1858, Besenyszög – 1908, Bodrogkeresztúr) vasúti főtiszt, gazdálkodó + Füleky Anna
             Endre (1861, Besenyszög – 1914) jegyző + Khindl Terézia
                           István (1889–1915) kereskedő +Györe Julianna
                                         Irma (1915–) + Pap István jogász
                                                        Pap István kereskedő
                                                        Pap Miklós fogorvos
                           Mária (1891–)
                           Endre (1895, Pély – 1980, Eger) vasúti altiszt + Fridrich Mária
                                         Magdolna (1927, Szuhakálló)
                                         Éva (1929, Eger – 2019, Eger)
                                         István (1933 Füzesabony) irodalomtörténész
                                         Endre (1937, Eger)
                           Bertalan (1901–) jegyző + Zajácz Mária
                           Dezső (1899–1982, Budapest) kereskedő + Zachár Ilona
Kilián Endre (1965, Eger - )

## A család egyéb ismert ágai
Lovag Nemes Kilián Gusztáv Nagymester, aki 2006-ban megalapította a Szent Kilián lovagrendet. Az egri ággal nagyon alkalomszerű a kapcsolata. A pontos leszármazási ág nem tisztázott, a családi ágak összetartozása a közös címer okán bizonyított.
A kisecseti Kilián család: akik a XIX. századig visszakövethetően a nógrádi faluban birtokkal rendelkeztek, leszármazottaik pedig ma is élnek Budapesten. A kisecseti falu internetes honlapja a családot szintén a trencséni Kilián családból eredezteti, a kétbodonyi családi kripta síremlékén viszont a trencséni – és egri ágétól teljességgel különböző címer látható. Ez önmagában még nem kizáró ok, mert jelentheti azt is, hogy valamelyik ős valamelyik más királytól ismételt nemességet és címert kapott, de hasznos lenne ennek adatait felderíteni.

## Ismert leszármazottak
- Dr. Kilián István irodalomtörténész, egyetemi professzor, a régi magyar dráma kutatója
- Dr. Kilián Imre kutatómérnök, informatikus, a gyűrűfűi ökofalu alapítója